# Marius Bilașco
Marius Ioan Bilașco (* 13. Juli 1981 in Sighetu Marmației, Kreis Maramureș) ist ein ehemaliger rumänischer Fußballspieler. Der Stürmer bestritt insgesamt 310 Spiele in der rumänischen Liga 1, der chinesischen Super League und der deutschen 2. Bundesliga. Im Jahr 2009 gewann er mit Unirea Urziceni die rumänische Meisterschaft.

## Karriere

### Verein
Im Alter von 17 Jahren kam Bilașco in den Kader der ersten Mannschaft von FC Argeș Pitești, wo er 24. Oktober 1998 zu seinem ersten Einsatz in der höchsten rumänischen Fußballliga, der Divizia A (heute Liga 1) kam. Da er bei Argeș zunächst nur selten eingesetzt wurde, wurde er in der Winterpause 1999/2000 an den Ligakonkurrenten FC Onești ausgeliehen. Am Saisonende stieg der Verein aus der Divizia A ab und Bilașco kehrte nach Pitești zurück.
Zu Beginn der neuen Saison wurde Bilașco an FCU Politehnica Timișoara ausgeliehen, das seinerzeit in der Divizia B spielte. Auch dort spielte er nicht regelmäßig, so dass in der Winterpause 2000/01 ein Leihgeschäft mit dem FC Baia Mare zustande kam. Baia Mare verpasste zweimal knapp den Aufstieg. Im Jahr 2002 kehrte Bilașco erneut nach Pitești zurück und es gelang ihm in der Saison 2002/03, sich einen Stammplatz zu erkämpfen.
Mit Argeș Pitești kämpfte Bilașco stets um den Klassenerhalt. In der Winterpause 2006/07 verließ er den Verein und schloss sich dem zuvor in die Liga 1 aufgestiegenen Unirea Urziceni an. Dieser Wechsel erwies sich als Glücksgriff. Unirea stieg zu einem rumänischen Spitzenteam auf und konnte in der Saison 2008/09 die Meisterschaft gewinnen.
Ende August 2010 wechselte Bilașco zum Ligakonkurrenten Steaua Bukarest. Dort gewann er im Jahr 2011 den rumänischen Pokal. Am 8. Juli 2011 verließ er Rumänien und unterschrieb in China bei Tianjin Teda.
Am 13. Dezember 2011 gab der deutsche Zweitligist Energie Cottbus seine Verpflichtung bis 2014 bekannt. Jedoch wurde sein Vertrag in Cottbus nach nur vier Kurzeinsätzen am 4. April 2012 in beiderseitigem Einvernehmen aufgelöst. Im Sommer 2012 nahm ihn Rapid Bukarest unter Vertrag. Dort kam er in der Hinrunde 2012/13 nur auf vier Einsätze. Im Januar 2013 löste er seinen Vertrag auf und beendete im Sommer 2013 seine aktive Laufbahn.

### Nationalmannschaft
Bilașco bestritt fünf Spiele für die rumänische Fußballnationalmannschaft, nachdem er am 29. Mai 2010 im Freundschaftsspiel gegen die Ukraine debütiert hatte. Am 7. September desselben Jahres kam er gegen Belarus zu seinem letzten Länderspiel.

## Erfolge
- Rumänischer Meister: 2009
- Rumänischer Pokalsieger: 2011